# 루카 마르케자니
루카 마르케자니(이탈리아어: Luca Marchegiani, 1966년 2월 22일 ~ )는 과거 골키퍼로 뛰었던 전 이탈리아의 축구 선수이다.

## 선수 경력
그는 선수 생활 대부분을 토리노와 라치오에서 보냈다.
마르케자니는 1993년에 토리노에서 라치오로 이적하면서 이적료가 6백만 파우드에 이르러서, 한때 세계에서 가장 몸값이 비싼 골키퍼이기도 하였다.
그는 이탈리아 축구 국가대표팀에서 1994년 FIFA 월드컵에 참가하여 3경기에 출전하였고, 그중 두 경기는 조별라운드였고 나머지 한 경기는 1선발 골키퍼 잔루카 팔류카가 퇴장당하면서 후보선수로 출전하였다.
그는 키에보에서 선수생활을 마친후에 최근에 스카이 이탈리아(Sky Italia)의 전문가로 활동중이다.

## 수상 경력
토리노
- 세리에 B: 1990-91
- 코파 이탈리아: 1993

라치오
- 세리에 A: 1999-2000
- 코파 이탈리아: 1998, 2000,
- 수페르코파 이탈리아나: 1998, 2000
- UEFA 컵 위너스 컵: 1999
- UEFA 슈퍼컵: 1999